# 凌姓
凌姓在中国并不是一个常见的姓氏。在《百家姓》中排第159位。
由於清朝時發生梁天來案，導致梁家七屍八命，凌、梁兩家結下梁子，從此不相往來，根據祖訓不得結為親家。 

## 分布
凌姓的望族居住在渤海（今天的河北沧县）。现在在中國安徽省马鞍山市，河北省通县，湖北麻城市、福建安溪縣和廣東省番禺縣的深井古村也有分布。
台灣則在高雄市橋頭區芋寮里、雲林縣台西鄉五港村也有所見。

## 堂号
伐冰堂

## 延伸阅读
[在维基数据编辑]
 《百家姓》
 《欽定古今圖書集成·明倫彙編·氏族典·凌姓部》，出自陈梦雷《古今圖書集成》

1. 1 2  柯宗緯. . 中國時報. 2014-07-22  [2024-05-30]. （原始内容存档于2024-05-30）.
2. ↑  .   [2025-03-04]. （原始内容存档于2025-03-04）.